# Interstate 19
Interstate 19 eller I-19 är en väg, Interstate Highway, i den amerikanska delstaten Arizona. Vägen är 102 km lång och är den enda i USA som använder metersystemet. Avstånd skyltas i meter och kilometer medan hastighet skyltas i miles per hour (mph).

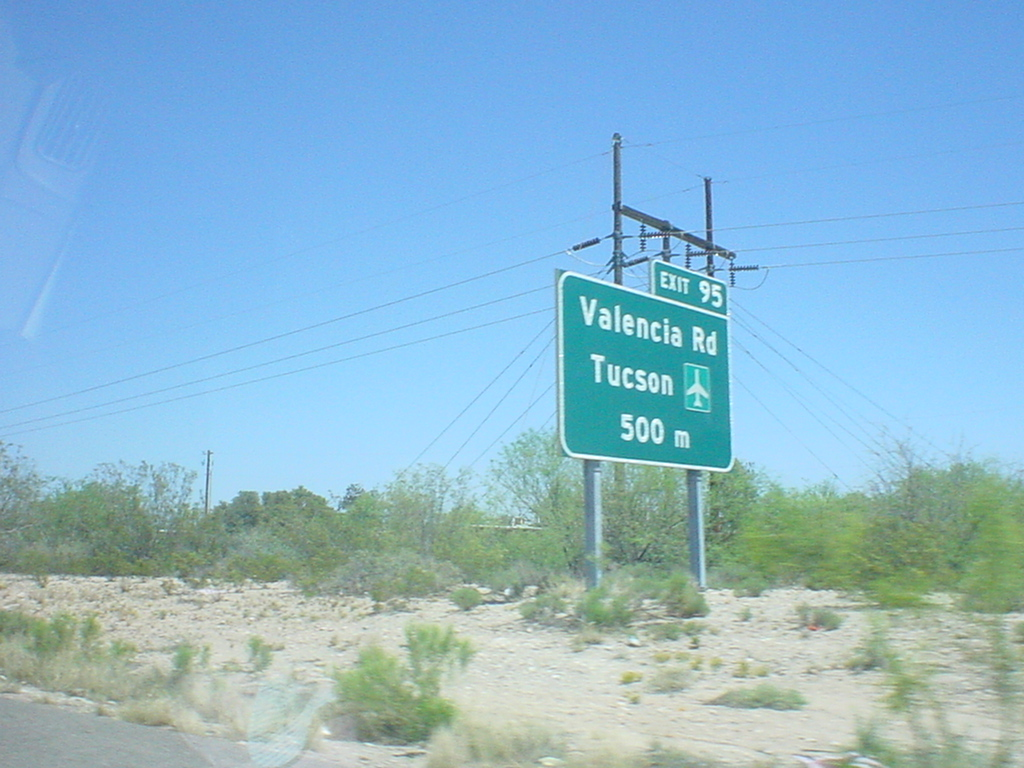
Avfarten till Tucson International Airport